# A'nowara'ko:wa Arena
L'A'nowara'ko:wa Arena è un palazzo del ghiaccio che sorge sull'isola di Cornwall, nel fiume San Lorenzo all'interno della porzione canadese della riserva indiana di Akwesasne.
Viene utilizzato principalmente per l'hockey su ghiaccio: vi gioca la squadra giovanile Akwesasne Chiefs, che milita in Canadian Premier Junior Hockey League; in passato ha ospitato anche gli Akwesasne Wolves (EOJHL, 1998-2015) e gli Akwesasne Warriors (FHL, 2010-2012).
Viene utilizzato tuttavia anche per il box lacrosse, da Akwesasne Indians e Akwesasne Lightning.